# Liste der Wappen in Landshut
Die Liste der Wappen in Landshut zeigt die Wappen in der bayerischen Stadt Landshut.

## Landshut

Stadt Landshut In Silber drei, zwei zu eins gestellte, blaue Eisenhüte mit verschlungenen roten Sturmriemen.

- Stadt
Landshut
In Silber drei, zwei zu eins gestellte, blaue Eisenhüte mit verschlungenen roten Sturmriemen.

## Ehemalige Gemeinden mit eigenem Wappen

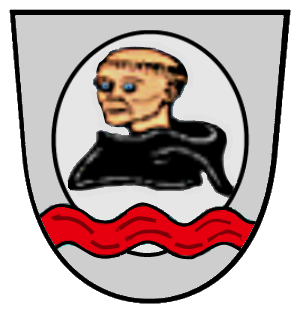
Gemeinde Münchnerau In Silber über rotem Wellenbalken schwebend das Brustbild eines bartlosen Mönches in schwarzer Kutte.
Gemeinde Schönbrunn In Blau ein silberner Springbrunnen; dem Becken aufgelegt ein von Silber und Schwarz dreimal wellenförmig schräg geteilter Schild.
Gemeinde Wolfsbach In Blau ein steigender, golden bewehrter silberner Wolf, dem ein goldener Querbach unterlegt ist.

- Gemeinde
Münchnerau
In Silber über rotem Wellenbalken schwebend das Brustbild eines bartlosen Mönches in schwarzer Kutte.[1]
- Gemeinde
Schönbrunn
In Blau ein silberner Springbrunnen; dem Becken aufgelegt ein von Silber und Schwarz dreimal wellenförmig schräg geteilter Schild.[2]
- Gemeinde
Wolfsbach
In Blau ein steigender, golden bewehrter silberner Wolf, dem ein goldener Querbach unterlegt ist.[3]